# 3515 Jindra
3515 Jindra је астероид главног астероидног појаса са средњом удаљеношћу од Сунца која износи 2,844 астрономских јединица (АЈ).
Апсолутна магнитуда астероида је 12,1.